# Druuna
Druuna es el personaje de una popular serie de historieta erótica con ambiente de ciencia ficción, obra del dibujante italiano Paolo Eleuteri Serpieri. Fue publicada inicialmente en Italia por la casa editorial Alessandro, en Francia por la revista Métal hurlant y en EE. UU. por la revista Heavy metal. En España, algunas partes aparecieron en las revistas 1984 y Zona 84. Druuna es la protagonista principal de los ocho volúmenes de la serie Morbus Gravis publicados entre 1985 y 2003: Morbus Gravis, Morbus Gravis 2: Druuna, Criatura, Carnivora, Mandragora, Aphrodisia, The Forgotten Planet (El Planeta Olvidado) y Clone.
La serie destaca por ofrecer un contenido muy realista en términos de violencia y erotismo en el mundo de la historieta. Criatura, de hecho, se caracteriza casi totalmente por presentar una penetración explícita y sin censura al igual que en los tres libros posteriores, pero la serie retorna a lo implícito en las escenas de The Forgotten Planet (El Planeta Olvidado). Como personaje principal, también figura a menudo el propio Serpieri, como en Obsessión, Druuna X, Druuna X 2, Croquis, Serpieri Sketchbook, Serpieri Sketchbook 2 y The Sweet Smell of Woman (El Dulce Olor de la Mujer). Estos libros fueron un gran éxito, vendiéndose, entre todos los títulos, más de un millón de ejemplares en doce idiomas. 
Serpieri ha diseñado a Druuna para ser sorprendentemente hermosa, de ascendencia mediterránea, con un largo pelo negro, piel bronceada y un cuerpo que se ha tornado más voluptuoso en el transcurso de las historias. En la mayoría de los casos, el papel de Druuna es el de un objeto sexual dispuesta a mantener relaciones sexuales de todo tipo con poca o ninguna queja, aunque más de una vez ha sido violada. La mayor parte de las aventuras de Druuna giran en torno a un futuro posapocalíptico, y la trama es a menudo un vehículo de variadas escenas de pornografía. 
El personaje de Druuna también ha aparecido en un videojuego 3D: Druuna: Morbus Gravis.

## Argumento
A lo largo de los trece años que van desde la publicación del primer volumen de las aventuras de Druuna (Morbus Gravis, 1985) hasta el octavo y más reciente (Clone, 2003) el guion de la historia ha ido evolucionando a través de varias etapas diferenciadas y numerosos saltos temporales en la trama, con algunas inconsistencias en la misma.
En los primeros títulos de la serie, el contexto en el que se desarrolla la acción es un espacio llamado La Ciudad, descrito como un entorno urbano futurista pero degradado, hostil y decadente, en el que convive hacinada la especie humana, controlada por una oligarquía religiosa que basa su statu quo en el conocimiento de La Verdad. En esta sociedad, los libros están prohibidos y el poder es ejercido de forma despótica por una burocracia corrupta y militarizada. Aunque no hay al principio referencias claras, a este estado de cosas se llegó tras una especie de guerra, antes de que se iniciara la actual Era de los Hombres; el desconocimiento de La Verdad por parte de la estructura político-social previa a la implantación del poder de los Sacerdotes trajo consigo El Mal, una enfermedad infecciosa por contacto e incurable, que transforma a las personas de forma progresiva y rápida en mutantes amorfos y con tentáculos, y ante la que, como medida preventiva, toda la población tiene que inyectarse periódicamente El Suero, distribuido en sobresaturados centros sanitarios habilitados a tal efecto. 
Entre las creencias extendidas en la población se encuentra la de que los que tras sucesivas revisiones en estos centros sean encontrados sanos, serán enviados al Nivel Superior de La Ciudad, un lugar inaccesible para la mayoría pero en que los elegidos disfrutarán de una vida mejor, sin carencias ni penurias, de manera similar a como los infectados por El Mal son enviados al Nivel Inferior. Sobreviven en este entorno Druuna y otro personaje que aparecerá recurrentemente a lo largo de la historia, Shastar, su amante. 
Tras una serie de aventuras, Druuna descubre que La Ciudad es una gigantesca nave espacial en la que se embarcó a la humanidad tras un cataclismo o guerra en el planeta Tierra (aunque no se entra en detalles al respecto) y que vaga desde hace siglos a la deriva por el espacio. El primer y único capitán de la nave, Lewis (otro personaje que también aparece repetidas veces en los diferentes títulos de la serie) delegó el control en una computadora llamada Delta, que es la responsable de la creación de la sociedad que Druuna conoce. Los Sacerdotes son androides manejados por Delta, máquina que decidió, por alguna razón que no queda clara en el argumento, convertir a Lewis en un ser inmortal, usando como repuestos orgánicos a las personas sanas que son subidas al Nivel Superior engañadas con la promesa de una vida mejor. Lewis, cansado de la inmortalidad, desea morir, para lo cual debe eliminar a Delta, lo que supone también destruir La Ciudad. Este conflicto es parcialmente el responsable de la progresiva degradación, ya imparable, de las condiciones de vida en la nave. Finalmente, enamorado de Druuna, cambia de opinión y, decidido a salvarla del colapso al que está abocada La Ciudad, la mantiene en un estado similar a la hibernación durante siglos, a la espera de que se presente una ocasión para sacarla de allí, cosa que ocurre cuando la nave comandada por Will (otro personaje coprotagonista), se encuentra con lo que inicialmente cree que es un asteroide, pero que es la nave de La Ciudad, que se ha convertido, gracias a la evolución de El Mal, en un superorganismo. A partir de este momento, conocemos que la humanidad no se extinguió enteramente, sino que, aparte de los embarcados en La Ciudad, otros grupos humanos sobrevivieron, empleando ingeniería genética para mejorar las aptitudes de sus miembros.
Tras embarcarse Druuna en la nave espacial del comandante Will, se encuentra con que las mentes de Shastar y Lewis se han fusionado y transferido a la computadora de la nave. La enfermedad llamada El Mal aparece entre la tripulación, por lo que Will y Doc (un alter ego de Eleuteri Serpieri) recurren a Druuna para que se introduzca telepáticamente en la mente de Lewis-Shastar que reside en el ordenador y descubra los elementos que componían El Suero, la única solución conocida frente a El Mal. Cuando Druuna se queda atrapada dentro de esa mente, el comandante Will se introduce también en ella para rescatarla, tras lo cual, y no teniendo medios para desarrollar una cura a la enfermedad, deciden destruir la nave con su tripulación (y la computadora que alberga la mente fusionada de Lewis y Shastar), escapando Druuna, Will y unos pocos más en una cápsula de salvamento y poniéndose todos en estado de animación suspendida 
Tras estrellarse la cápsula en un planeta desconocido, Druuna despierta sola y se encuentra con una guerra entre dos especies aparentemente extraterrestres, una de las cuales está integrada por seres parásitos que necesitan de especímenes orgánicos como anfitriones, y la otra por robots inteligentes que persiguen el objetivo de crear vida orgánica. Al parecer el planeta es la Tierra miles de años después de la desaparición del hombre, y las máquinas quieren recrear a la especie extinguida que las creó (y en cuya desaparición en el pasado habrían estado involucradas, tras una guerra entre hombres y máquinas) para intentar comprender las características de lo humano. Reaparece brevemente Will, que había sido secuestrado (intentan que se reproduzca con Druuna, pero las modificaciones genéticas de Will tienen como consecuencia que sea estéril) y también reaparece Shastar (aunque no queda muy claramente explicado cómo), quien colabora con las máquinas en su objetivo de recuperar a la especie humana, para lo cual deciden clonar a Druuna.

## Listado de libros

### SerieMorbus Gravis
- Morbus Gravis (1985)
- Morbus Gravis 2: Druuna (1987)
- Creatura (1990)
- Carnivora (1992)
- Mandragora (1995)
- Aphrodisia (1997)
- The Forgotten Planet (2000)
- clone (2003)
- anima (2016)
- traída por el viento (2019)

### Otros

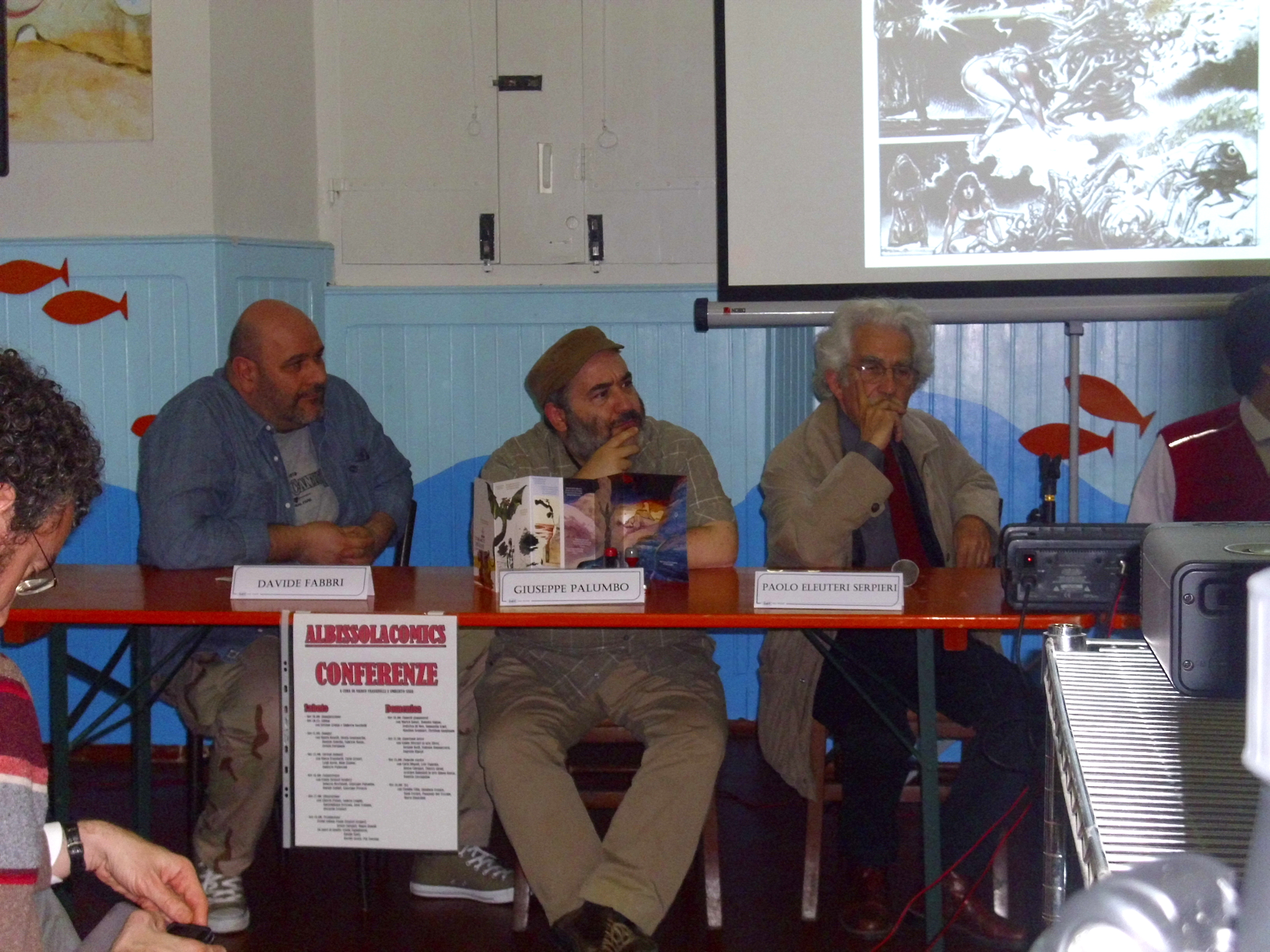
Davide Fabbri, Giuseppe Palumbo y Serpieri en la ed. del 2014 de Albissola Comics.

- Exces & Extase (1996)
- Obsession
- Druuna X
- Druuna X 2
- Croquis
- Serpieri Sketchbook
- Serpieri Sketchbook 2
- The Sweet Smell of Woman